# Ceratina aspera
Ceratina aspera är en biart som beskrevs av Carlos Schrottky 1902. Ceratina aspera ingår i släktet märgbin, och familjen långtungebin. Inga underarter finns listade i Catalogue of Life.